# Lectotype
Een lectotype is een van de verschillende soorten types in de biologische nomenclatuur. De naam is afgeleid van het Latijnse werkwoord 'legere' (voltooid deelwoord lectus) in de betekenis van (uit)kiezen of uitzoeken. Het is een type dat wordt gekozen als in de oorspronkelijke publicatie van een naam geen holotype is aangewezen, of als blijkt dat het eerder bestaande type vernietigd is of anderszins verloren is gegaan.
Een lectotype is een enkel, op een genoemde plaats bewaard ('geconserveerd'), exemplaar of een op een genoemde plaats bewaarde of gepubliceerde illustratie, en wordt gekozen uit het materiaal dat geassocieerd is met de oorspronkelijke publicatie van de naam. De keuze van een lectotype is pas effectief als deze op de voorgeschreven manier gepubliceerd is. Vanaf dat moment dient het lectotype als het type voor de wetenschappelijke naam.
De technische vereisten verschillen per set nomenclatuurregels (voor prokaryoten is geen lectotype mogelijk).

## Zoölogie
In de zoölogie is een lectotype altijd een op een genoemde plaats bewaard ('geconserveerd') exemplaar, en het wordt gekozen uit de syntypes: deze syntypes zijn samen het type en blijven dat tot er, eventueel, een lectotype gekozen wordt.
Als daar een goede reden voor is, kan een latere onderzoeker uit de syntypes één enkel exemplaar kiezen en dit als het lectotype publiceren. Zo'n reden kan bijvoorbeeld zijn dat er onder de syntypes één of meer exemplaren zijn die behoren tot een ander taxon.
type (biologie) · type (zoölogie) – allotype · holotype · lectotype · neotype · paralectotype · paratype · syntype · typereeks · typesoort · typegeslacht · typelocatie